# Municipio de Pierson (Indiana)
El municipio de Pierson (en inglés: Pierson Township) es un municipio ubicado en el condado de Vigo en el estado estadounidense de Indiana. En el año 2010 tenía una población de 1210 habitantes y una densidad poblacional de 12,98 personas por km².

## Geografía
El municipio de Pierson se encuentra ubicado en las coordenadas 39°18′11″N 87°17′42″O / 39.30306, -87.29500. Según la Oficina del Censo de los Estados Unidos, el municipio tiene una superficie total de 93.25 km², de la cual 91,55 km² corresponden a tierra firme y (1,82 %) 1,69 km² es agua.

## Demografía
Según el censo de 2010, había 1210 personas residiendo en el municipio de Pierson. La densidad de población era de 12,98 hab./km². De los 1210 habitantes, el municipio de Pierson estaba compuesto por el 97,52 % blancos, el 0,91 % eran afroamericanos, el 0,08 % eran amerindios, el 0,58 % eran asiáticos, el 0,08 % eran de otras razas y el 0,83 % eran de una mezcla de razas. Del total de la población el 0,25 % eran hispanos o latinos de cualquier raza.